# Ljubov Gurinová
Ljubov Gurinová (rusky Любовь Гурина; * 6. srpna 1957, Matuškino, Kirovská oblast) je bývalá sovětská a později ruská atletka, mistryně Evropy a halová mistryně Evropy v běhu na 800 metrů.
5. srpna 1984 v Moskvě byla členkou štafety, která zaběhla nový světový rekord na méně často vypisované trati 4×800 metrů. Rekord má hodnotu 7:50,17 a dále se na něm podílely Naděžda Olizarenková, Ludmila Borisovová a Irina Podjalovská.
V roce 1992 se zúčastnila coby reprezentantka Společenství nezávislých států letních olympijských her v Barceloně, kde ve finále osmistovky doběhla na posledním, 8. místě v čase 1:58,13.